# Monument à Léopold Ier
Le monument à Léopold Ier, est un monument de La Panne qui se trouve sur la Dune du Perroquet, près de la plage, au bout de la Zeelaan sur l'esplanade Leopold Ier. Ce monument est dédié à Léopold Ier, et marque l’endroit où le premier roi des Belges entra en terre national, le 17 juillet 1831.
Le monument fut inauguré lors des 125 ans de la dynastie belge en 1958, en présence du roi Baudouin. La statue du roi fait symboliquement face à la Belgique et tourne le dos à la mer du Nord et à son ancienne patrie, le Royaume-Uni.

## Historique
Le 17 juillet 1831, Léopold Ier, élu roi des Belges par le Congrès national, arriva pour la première fois sur le territoire belge en calèche depuis Dunkerque. Il fut chaleureusement accueilli par la population de La Panne, avant de poursuivre son voyage vers le château de Laeken, en passant par Furnes, Ostende, Bruges, Gand et Alost. Quatre jours plus tard, le 21 juillet 1831, Léopold de Saxe-Cobourg-Saalfeld prêta serment sur la Constitution au palais royal de Bruxelles, devenant ainsi le premier roi des Belges.
À la demande de plusieurs associations patriotiques et du soutien du directeur de l'École royale militaire et général, Albert Nyssens, un monument fut érigé, le 5 octobre 1958, à l’occasion du 125e anniversaire de la dynastie belge et de l'arrivée de Léopold Ier en Belgique. La cérémonie a eu lieu en présence du roi Baudouin et du Premier ministre Gaston Eyskens.

## Description
Le monument est composé d'une statue qui est entourée par une arche sur laquelle est inscrite la mention :

« HIC•LEOPOLDVSPRIMUS•BELGARVM•REX
 XVII^•DIE•MENSIS•JVLII•A°•MDCCCXXXI
TERRAM•BELGICAM•INGRESSVS•EST
ET•SOLEMNITER•RECEPTVS »

La statue en bronze quant à elle est située sur un socle sur laquel est marquée en néerlandais : 

« LEOPOLD
DE•EERSTE
KONING•VAN•BELGIE
IS•HIER•OP•DE•17DE•DAG
VAN•DE•MAAND•JULI•ANNO•1831
BINNENGEKOMEN•OP
BELGISCHE•GROND
EN•ECHTIG
ONTVANGEN »